# Жантерек
Жантерек (каз. Жантерек) — село в Кзылкогинском районе Атырауской области Казахстана. Входит в состав Мукурского сельского округа. Код КАТО — 234847300.

## Население
В 1999 году население села составляло 353 человека (170 мужчин и 183 женщины). По данным переписи 2009 года, в селе проживали 362 человека (178 мужчин и 184 женщины).